# 卡納什
55°31′N 47°28′E / 55.517°N 47.467°E
卡納什（Кана́ш）是俄羅斯楚瓦什共和國的一個城市，位於莫斯科—喀山的鐵路線上。面積18.5平方公里，2002年人口50,593人。
1891年建城。1925年設市前稱為。